# Kimberly, Alabama
Kimberly là một thị trấn thuộc quận Jefferson, tiểu bang Alabama, Hoa Kỳ. Dân số năm 2009 là 2880 người, mật độ đạt 190 người/km².